# Tessa West
Tessa West (Tulsa, Oklahoma; 13 de junio de 1982 - California, 11 de julio de 2009) fue una actriz pornográfica estadounidense. Inició su carrera en 2004 a los 23 años de edad.

## Biografía
West tuvo ascendencia irlandesa y nativoamericana, en concreto Creek y Cherokee. Comenzó a trabajar como modelo para la marca Hawaiian Tropic antes de dar el salto a la industria del cine para adultos, primero como modelo de desnudos y después como actriz en vídeos amateur. En 2004 rodó sus primeras escenas, con tan solo 21 años de edad y con el nombre de Paige Addams. Tessa West llegó a trabajar con algunas de las principales productoras del sector como Penthouse o Hustler.

## Muerte
Hunter fue encontrada muerta el 11 de julio de 2009 en su apartamento de California. La autopsia desveló que la causa de la muerte fueron problemas del corazón. Se le encontraron en el estómago una gran cantidad de antidepresivos y alcohol.
Hasta la fecha de su muerte había rodado 22 películas.

## Premios y nominaciones
| Año  | Ceremonia    | Resultado | Premio                  | Trabajo |
| ---- | ------------ | --------- | ----------------------- | ------- |
| 2008 | Premios XBIZ | Nominada  | Mejor actriz revelación | —       |